# Microchemical Journal
Das Microchemical Journal, abgekürzt Microchem. J., ist eine wissenschaftliche Fachzeitschrift, die vom Elsevier-Verlag veröffentlicht wird. Die erste Ausgabe erschien im Jahr 1957. Derzeit erscheint die Zeitschrift mit sechs Ausgaben im Jahr. Es werden Artikel veröffentlicht, die sich mit modernen Entwicklungen und Verbesserungen in der analytischen Chemie beschäftigen.
Der Impact Factor lag im Jahr 2019 bei 3,594. Nach der Statistik des ISI Web of Knowledge wurde das Journal 2014 in der Kategorie analytische Chemie an 20. Stelle von 74 Zeitschriften geführt.